# Irina Poliakova
Irina Poliakova (nascuda el 9 de març de 1961) és una antiga esquiadora de fons i biatleta paralímpica russa. Ha competit als Jocs Paralímpics d'hivern de 1998, 2002, 2006 i el 2010 representant a Rússia. Va ser nomenada com una de les dones més populars per la BBC a la seva sèrie especial multiformat, les 100 dones el 2015.
Irina Poliakova va practicar l'esport de l'esquí i el biatló només als 35 anys, que és bastant tard en la seva carrera, i va tenir l'oportunitat de representar Rússia als Jocs Paralímpics d'hivern de 1998 als 37 anys. No va tenir èxit en el seu esdeveniment paralímpic inaugural, ja que es va quedar sense medalla abans de reclamar la seva medalla paralímpica inaugural, una medalla de plata a la prova per equips d'esquí de fons femení als Jocs Paralímpics d'hivern de 2002. Irina també va formar part de l'equip de relleus de Rússia que va guanyar la medalla d'or a la prova oberta de relleus femení als Jocs Paralímpics d'hivern de 2006.
Irina Poliakova va néixer a Sant Petersburg (Leningrad) Rússia. Als 6 anys, va estudiar a l'escola de música per a nens superdotats i després es va graduar a la Rimsky-Korsakov Music College. Les seves mestres van ser Sofia Pozdeeva i Natalya Neginskaya. Després d'arribar als Estats Units l'any 1991, va obtenir els seus títols, un B.A. en piano i B.S. en màrqueting per la Universitat de Tennessee a Chattanooga. Va estudiar amb Earl Miller i Thomas Labe.
Poliakova també té un Màster en Música en interpretació de piano per la UTC i té una llarga carrera docent als dos països. Al Conservatori de Música de Cadek, té un estudi privat des de 1995. Els seus alumnes han guanyat nombrosos premis als concursos CMTA, TMTA i Cadek. Molts dels seus estudiants es van convertir en piano i alguns participen activament en les seves comunitats com a pianistes. Ha adjudicat durant anys a CMTA, Cadek, NFMC i al concurs d'arts de piano de l'UTC. Va col·laborar amb músics de Roland Hayes Hall, Cadek Hall i Chattanooga Music Club, del qual és membre. És professora adjunta de piano a la Universitat de Lee des del 2009. Les seves aficions inclouen córrer competir, natació lliure, anar en bicicleta i pintar a l'oli.